# Hypochniciellum
Hypochniciellum Hjortstam & Ryvarden – rodzaj grzybów z rodziny błonkowatych (Atheliaceae). Należy do niego jeden gatunek, pozostałe zostały przeniesione do rodzaju Amylocorticiellum.

## Systematyka i nazewnictwo
Pozycja w klasyfikacji według Index FungorumAtheliaceae, Atheliales, Agaricomycetidae, Agaricomycetes, Agaricomycotina, Basidiomycota, Fungi.
Gatunki
- Hypochniciellum ovoideum (Jülich) Hjortstam & Ryvarden 1980

Nazwy naukowe na podstawie Index Fungorum.